# Conferência das Nações Unidas sobre as Mudanças Climáticas de 2015
Conferência das Nações Unidas sobre as Mudanças Climáticas de 2015 é a 21.ª sessão anual da Conferência das Partes (COP 21, do inglês Conference of the Parties) da Convenção-Quadro das Nações Unidas sobre as Alterações Climáticas (CQNUAC ou UNFCCC, do inglês United Nations Framework Convention on Climate Change) e a 11.ª sessão da Conferência das Partes enquanto Reunião das Partes no Protocolo de Quioto (CMP 11, do inglês Conference of the Parties serving as the meeting of the Parties to the Kyoto Protocol).
A conferência atingiu o seu objetivo quando pela primeira vez na história um acordo universal, o Acordo de Paris, definiu medidas para reduzir os efeitos das mudanças climáticas e que foi aprovado com aclamação por quase todos os países. O tratado se tornará juridicamente vinculativo se ao menos 55 países que representam pelo menos 55% das emissões globais de gases do efeito estufa tornarem-se parte dele por meio da assinatura seguida de ratificação, aceitação, aprovação ou adesão. O acordo rege o período a partir do ano de 2020. Segundo a comissão organizadora, o resultado era essencial para limitar o aquecimento global a menos de 2 graus Celsius até 2100, em comparação com antes da era industrial.
Pesquisadores do Painel Intergovernamental sobre Mudanças Climáticas das Nações Unidas concordaram em 2009 que um tratado era necessário para evitar graves catástrofes climáticas e que, para isto, seria preciso reduzir as emissões de gases de efeito de estufa em entre 40% e 70% em 2050 em comparação com 2010, além de atingir o nível zero até 2100. No entanto, esta meta foi superada pela versão final formalmente aceita no Acordo de Paris, que se destina a prosseguir também com esforços para limitar o aumento da temperatura a 1,5 °C. A versão final do tratado não traz metas concretas para as emissões. Todavia, tal meta ambiciosa exige um nível zero de emissões até 2050, dizem alguns cientistas.
Antes da conferência, 146 painéis climáticos nacionais apresentaram projetos públicos de contribuições climáticas (as chamadas Contribuições Destinadas a Determinados a Nível Nacional ou Intended Nationally Determined Contribution, INDC). Estes compromissos sugeridos poderiam limitar o aquecimento global a 2,7 °C até 2100. Por exemplo, a União Europeia sugeriu que as INDC são um compromisso de uma redução de 40% nas emissões até 2030 em relação aos níveis de 1990.

## Galeria de imagens

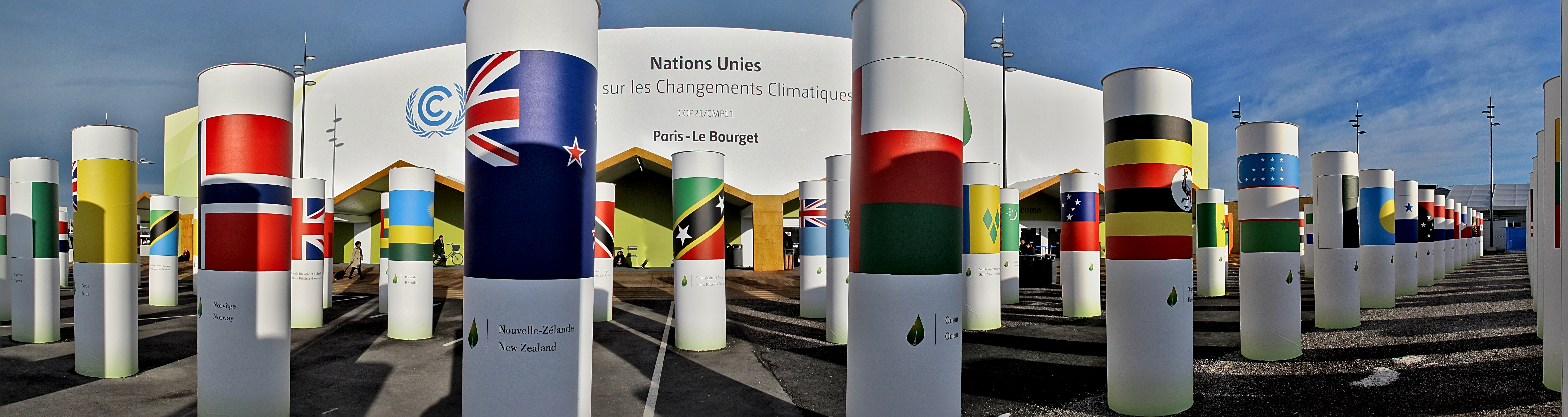
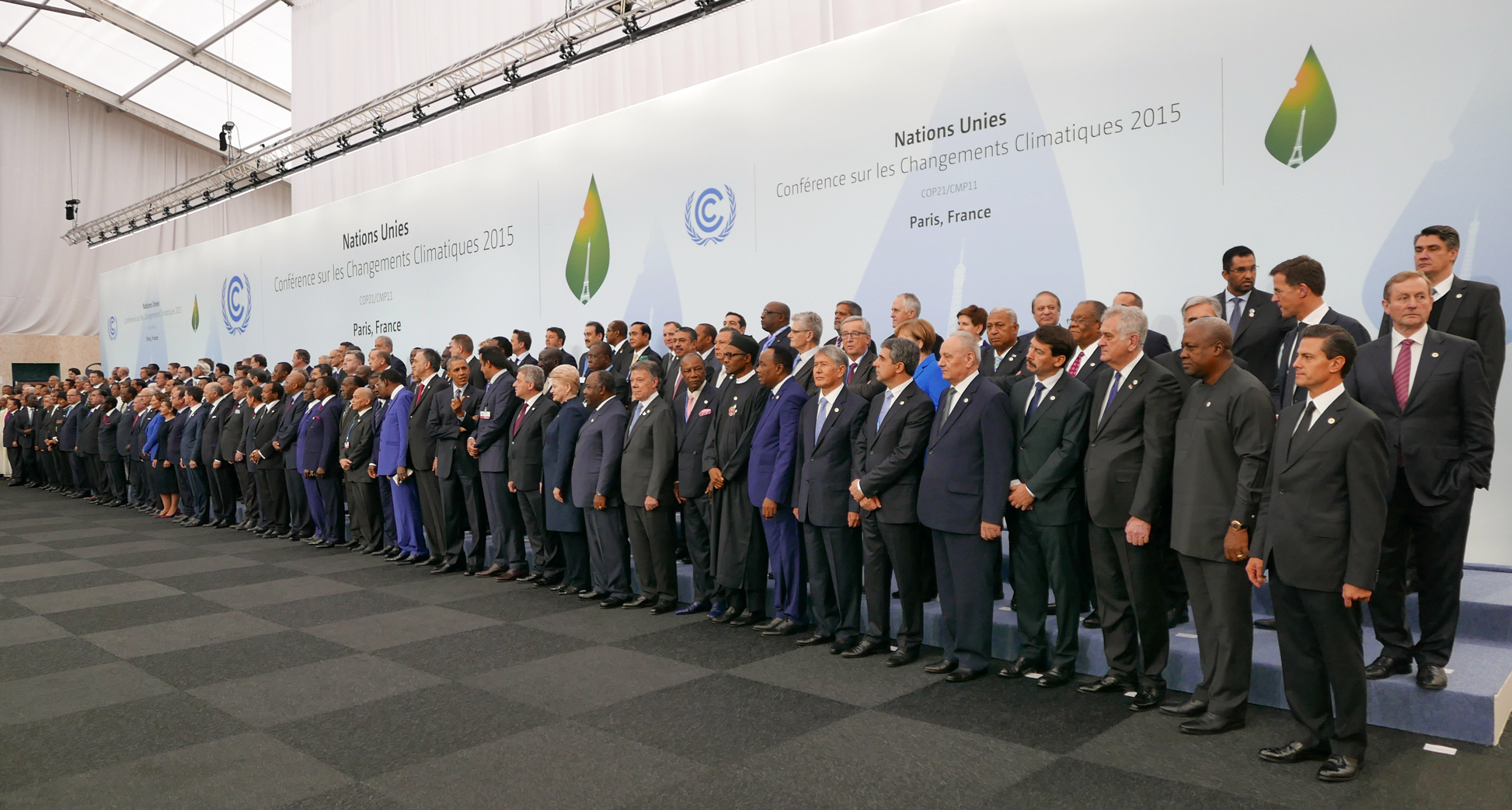
Chefes das delegações
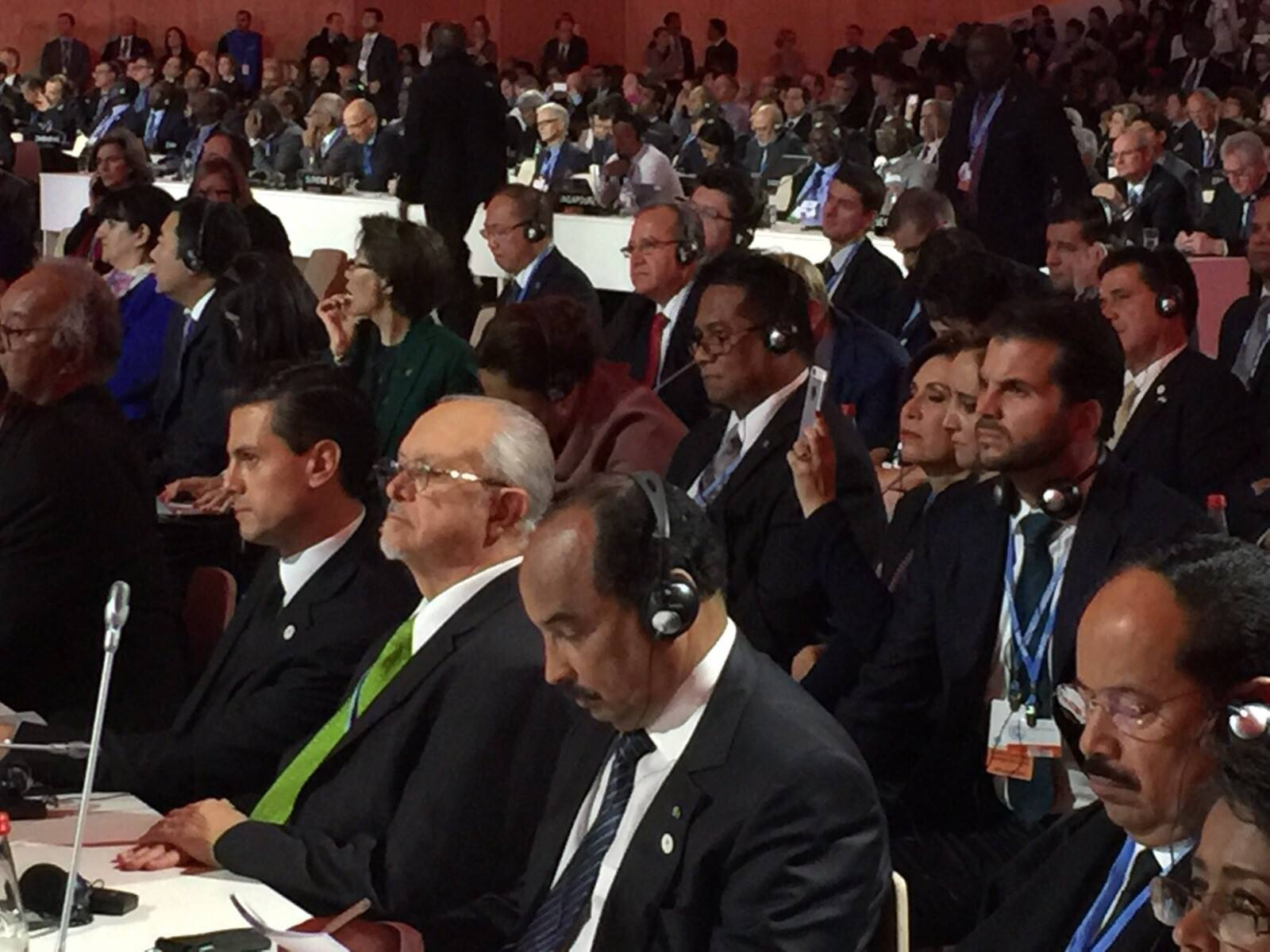
Delegados
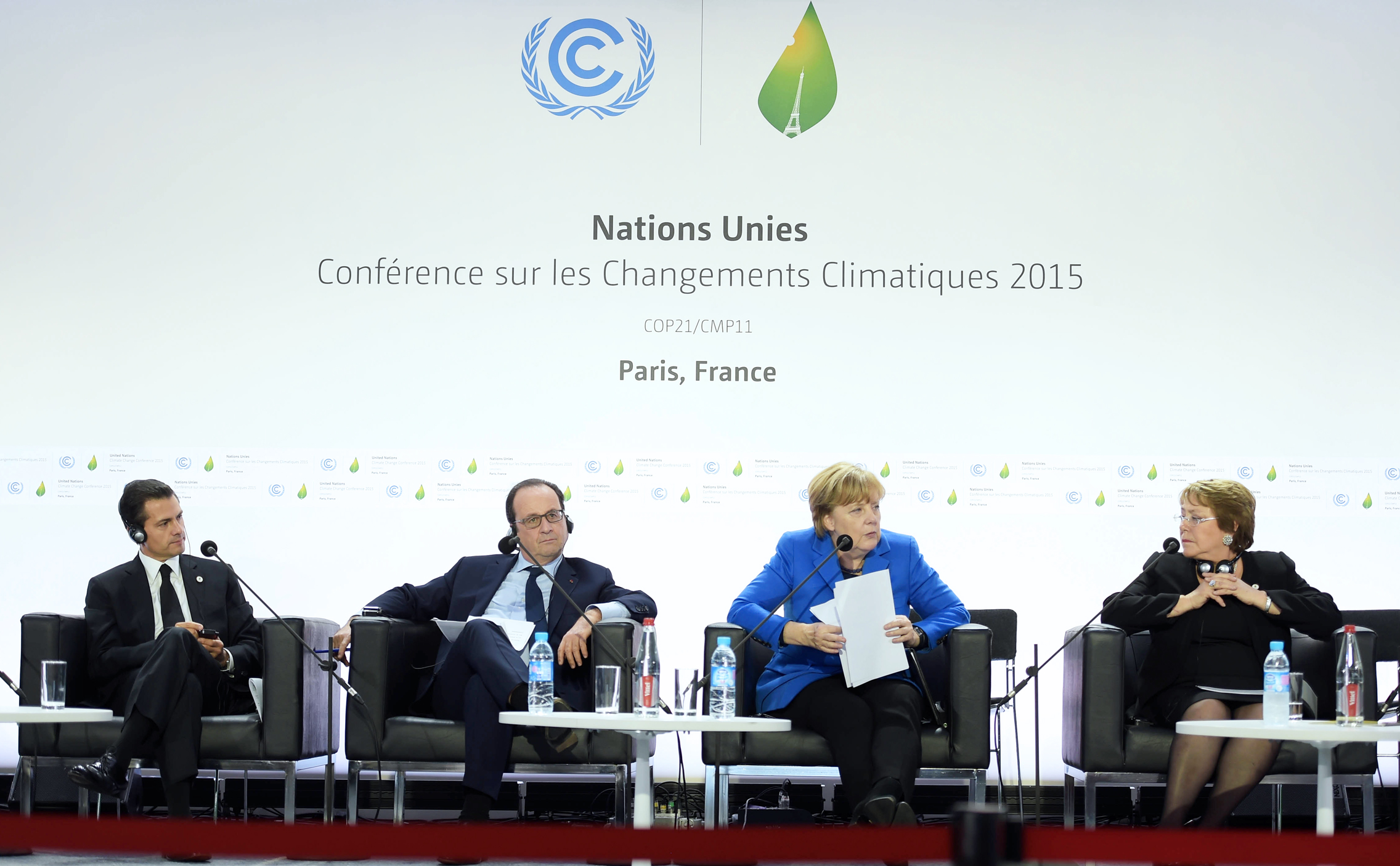
Enrique Peña Nieto, François Hollande, Angela Merkel e Michelle Bachelet

### Sítios oficiais sobre a Conferência
- «Sítio oficial da Conferência» (em inglês)
- «Sítio oficial da Conferência» (em francês)

- «Sítio oficial da ONU» (em inglês)
- «Sítio oficial da ONU» (em francês)
- «Sítio oficial da ONU» (em espanhol)

- «Sítio oficial do Governo francês» (em francês)
- «Sítio oficial do Governo francês» (em inglês)

### Acordo de Paris
- Texto do acordo em inglês. 12 de dezembro de 2015